# Platja del Serradal
|  | Aquest article tracta sobre la platja de Castelló de la Plana. Si cerqueu la d'Alacalà de Xivert, vegeu «Platja del Serradal (Alcalà de Xivert)». |

La platja del Serradal és una platja pertanyent al terme municipal de Castelló de la Plana. Se situa al nord de la platja del Gurugú i al sud de la platja d'Heliòpolis (Benicàssim).